# Chispitas Mariposa
Chispitas Mariposa es una marca colombiana registrada por Maravillas de Colombia S.A. que produce luces de bengala ubicada en Floridablanca, Santander.

## Historia
Hay dos versiones que detallan la forma en la que la empresa fue fundada.
Una asegura que en 1899, un sujeto llamado Leopoldo Nuñez Ortiz fundó una fábrica de pirotécnicos en la ciudad de Bogotá. Según relata esta versión, para 1952, se registró una empresa en Bucaramanga que vendía los productos de la fábrica.
Otra asegura que el hijo de Leopoldo, Milcíades Núñez, fundó en 1880 la empresa Mariposa, registrando la marca en 1900. Esta versión asegura que, tras la muerte de Milcíades, su hijo Alberto Nuñez Pinto tomó la dirección de la empresa.
Alberto formó una alianza estretégica con Armando Serrano llamada Maravillas de Colombia S.A., por medio de la cual empezó a comercializar luces de bengala.
Durante los años 90, las luces de bengala se popularizaron en Colombia, ocasionando un aumento en las ventas de las "Chispitas Mariposa".
Sin embargo, esta popularización terminó siendo perjudicial a largo plazo para la empresa, puesto que, conforme las ventas de su producto crecían, paralelamente también crecían los casos de personas con quemaduras ocasionadas por manipulación de pólvora, particularmente menores de edad. Debido a lo anterior, en 1995, la alcaldía de Bogotá, liderada en aquel entonces por Antanas Mockus, decidió prohibir la fabricación, el almacenamiento y el transporte de pirotécnicos en la ciudad; la medida ocasionó un efecto dominó en las demás ciudades del país, las cuáles adoptaron las mismas medidas que la capital colombiana.

## Críticas
El público principal del producto son los niños; pese a que la empresa ha tratado de exonerarse de las responsabilidades ocasionadas por la venta de su producto a menores de edad, los casos de niños que han resultado lesionados, principalmente por la ingesta del producto, son frecuentes. La comercialización ilegal de las Chispitas Mariposa ejercida por vendedores en la calle y en redes sociales como Facebook, quienes se escudan en ciertas interpretaciones de la ley y en la negligencia de las autoridades locales, es habitual en Bogotá.